# 比利·史崔洪

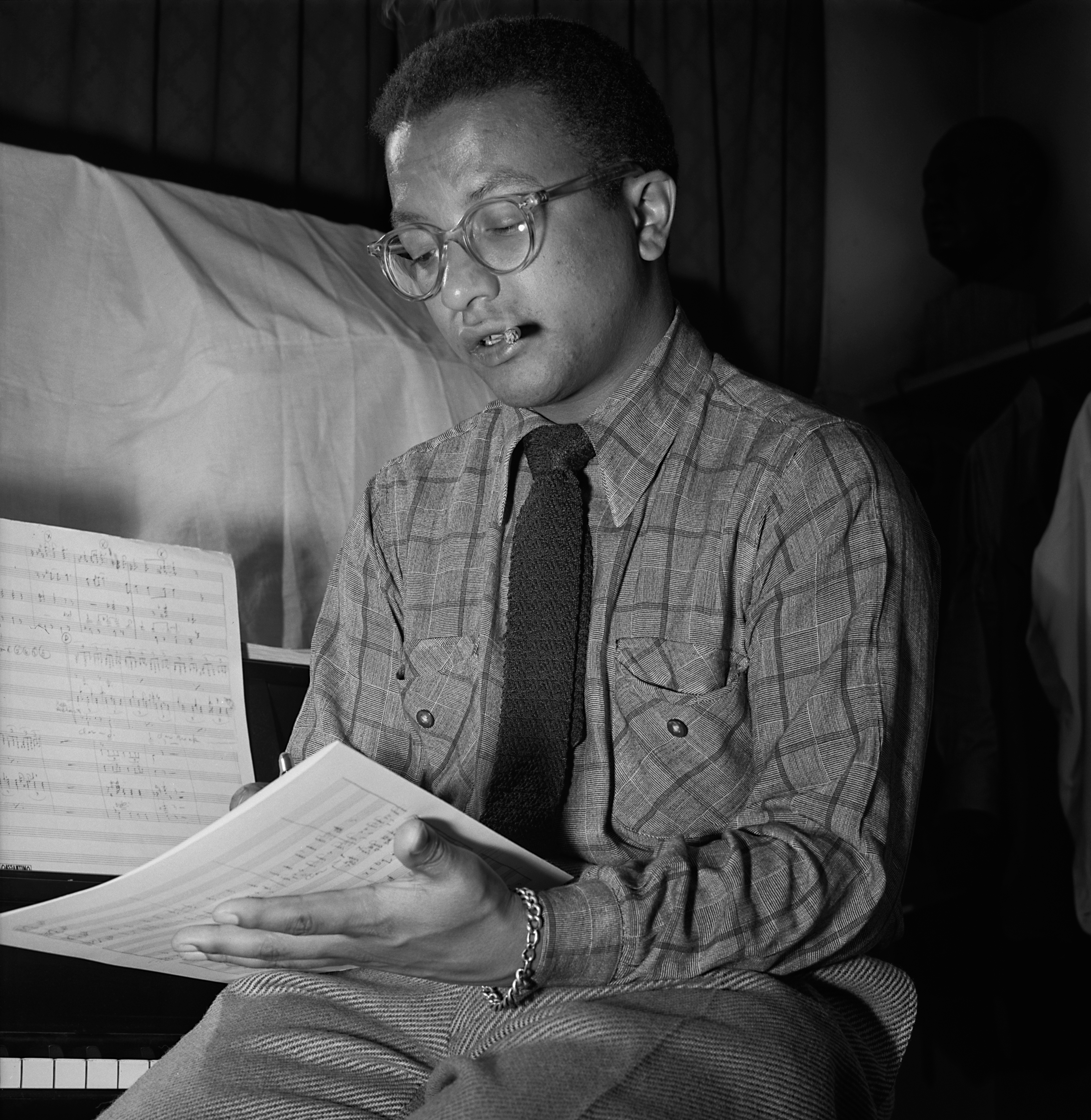
比利·史崔洪

威廉·托马斯·斯特雷霍恩（William Thomas Strayhorn，1915年11月29日 - 1967年5月31日）  藝名比利·史崔洪（Billy Strayhorn），是一位美国爵士乐作曲家、钢琴家、作词家和编曲家。他是《搭乘‘A’号列车》作者。他生前与乐队指挥兼作曲家艾灵顿公爵合作了近三十年。